# Plešivec (monte)
Il monte Plešivec con 1.682 m s.l.m. è una cima della catena montuosa delle Caravanche Orientali. È situato nel comune di Slovenj Gradec in Slovenia, nella regione della Carinzia in Slovenia.